# Pseudomalus
Pseudomalus is een geslacht van vliesvleugelige insecten uit de familie van de goudwespen (Chrysididae).

## Soorten
- Pseudomalus abdominalis (Du Buysson, 1887)
- Pseudomalus auratus (Linnaeus, 1758)
- Pseudomalus bergi (Semenov, 1932)
- Pseudomalus borodini (Semenov, 1932)
- Pseudomalus meridianus Strumia, 1996
- Pseudomalus pusillus (Fabricius, 1804)
- Pseudomalus ruthenus (Semenov, 1932)
- Pseudomalus triangulifer (Abeille de Perrin, 1877)
- Pseudomalus violaceus (Scopoli, 1763)